# 페드로 트로글리오
페드로 안토니오 트로글리오(Pedro Antonio Troglio, 1965년 7월 28일, 부에노스아이레스 ~)는 아르헨티나의 전 축구 선수이자 축구 감독이다.
1983년 아르헨티나의 리버 플레이트에서 선수 생활을 시작한 트로글리오는, 리버 플레이트 이후 헬라스 베로나, 라치오, 아스콜리, 아비스파 후쿠오카, 힘나시아 라 플라타 (Gimnasia La Plata), 비야 달미네 (Villa Dálmine)에서 선수 생활을 하였다. 아르헨티나 축구 국가대표팀에서는 1987년부터 1990년까지 21경기에 출장해 2골을 넣었으며, 1989년 코파 아메리카, 1990년 FIFA 월드컵 대표로 뛰었다. 1990년 FIFA 월드컵에서는 소련 축구 국가대표팀을 상대로 골을 넣기도 하였다.
선수 은퇴 이후 축구 지도자의 길을 걸었다.